# Capacitat quàntica

Exemple de capacitat quàntica en un transistor: esquema d'un transistor d'un sol electró (SET). A causa de la petita mida de l'illa o punt quàntic (QD) al mig de les dues unions del túnel, la capacitat es va fer molt alta i veiem l'efecte de bloqueig de coulomb.

Capacitat quàntica, també anomenada capacitat química i capacitat electroquímica {\displaystyle C_{\bar {\mu }}}, és una quantitat introduïda per primera vegada per Serge Luryi (1988), i es defineix com la variació de la càrrega elèctrica {\displaystyle q} respecte a la variació del potencial electroquímic {\displaystyle {\bar {\mu }}}, és a dir, {\displaystyle C_{\bar {\mu }}={\frac {dq}{d{\bar {\mu }}}}}.
En l'exemple més senzill, si feu un condensador de plaques paral·leles on una o ambdues plaques tenen una baixa densitat d'estats, aleshores la capacitat no ve donada per la fórmula normal dels condensadors de plaques paral·leles, {\displaystyle C_{e}}. En canvi, la capacitat és menor, com si hi hagués un altre condensador en sèrie, {\displaystyle C_{q}}. Aquesta segona capacitat, relacionada amb la densitat d'estats de les plaques, és la capacitat quàntica i està representada per {\displaystyle C_{q}}. La capacitat equivalent s'anomena capacitat electroquímica {\displaystyle {\frac {1}{C_{\bar {\mu }}}}={\frac {1}{C_{e}}}+{\frac {1}{C_{q}}}}.
La capacitat quàntica és especialment important per als sistemes de baixa densitat d'estats, com ara un sistema electrònic bidimensional en una superfície o interfície semiconductora o grafè, i es pot utilitzar per construir una energia experimental funcional de la densitat electrònica.
Quan s'utilitza un voltímetre per mesurar un dispositiu electrònic, no mesura del tot el potencial elèctric pur (també anomenat potencial de Galvani). En canvi, mesura el potencial electroquímic, també anomenat "diferència de nivell de fermi", que és la diferència total d'energia lliure per electró, que inclou no només la seva energia potencial elèctrica, sinó també totes les altres forces i influències sobre l'electró (com ara l'energia cinètica en la seva funció d'ona). Per exemple, una unió pn en equilibri, hi ha un potencial galvani (potencial integrat) a través de la unió, però la "tensió" a través d'ella és zero (en el sentit que un voltímetre mesuraria tensió zero).

## Aplicacions
La capacitat quàntica del grafè és rellevant per entendre i modelar el grafè tancat. També és rellevant per als nanotubs de carboni. En el modelatge i anàlisi de cèl·lules solars sensibilitzades amb colorants, la capacitat quàntica de l'elèctrode de nanopartícules de TiO ₂ sinteritzat és un efecte important, tal com es descriu en el treball de Juan Bisquert.
En el modelatge i anàlisi de cèl·lules solars sensibilitzades amb colorants, la capacitat quàntica de l'elèctrode de nanopartícules de TiO₂ sinteritzat és un efecte important, tal com es descriu en el treball de Juan Bisquert.
Quan els supercondensadors s'analitzen en detall, la capacitat quàntica té un paper important.